# 太平镇 (新兴县)
太平镇，是中华人民共和国广东省云浮市新兴县下辖的一个乡镇级行政单位。

## 行政区划
太平镇下辖以下地区：
马山社区、河村社区、社圩村、中黄村、江上村、石岗村、上沙村、下沙村、下修村、王香地村、悦塘村、罗陈村、禤村、湴塘村、白马村、凤山村、水浪村、西水村和大朗村。